# Nagelbank
Een nagelbank is een balk of plank op een zeilschip waar de lijnen of touwen samenkomen waarmee de zeilen worden bediend. Er zitten gaten in waar nagels, korvijnagels, in steken, waarmee die touwen worden vastgezet.

## Kleine,langsgetuigde, zeilschepen
Dit type vaartuig is meestal van het open type, zonder kajuit, met de mast, direct zichtbaar, op de kiel geplaatst. Een populair type is de zg, 16 kwadraat en de BM. Hier zit de nagelbank met de drie benodigde korvijnagels direct op de mast op dekhoogte. De lijnen die hier vast worden gezet zijn de vallen, de touwen waarmee de zeilen worden gehesen. De besturingstouwen van de zeilen zijn de schoten, die op de gangboorden of via het achterdek worden vastgezet en vastgehouden, direct bereikbaar voor de stuurman aan het roer.

## Grote,dwarsgetuigde, zeilschepen

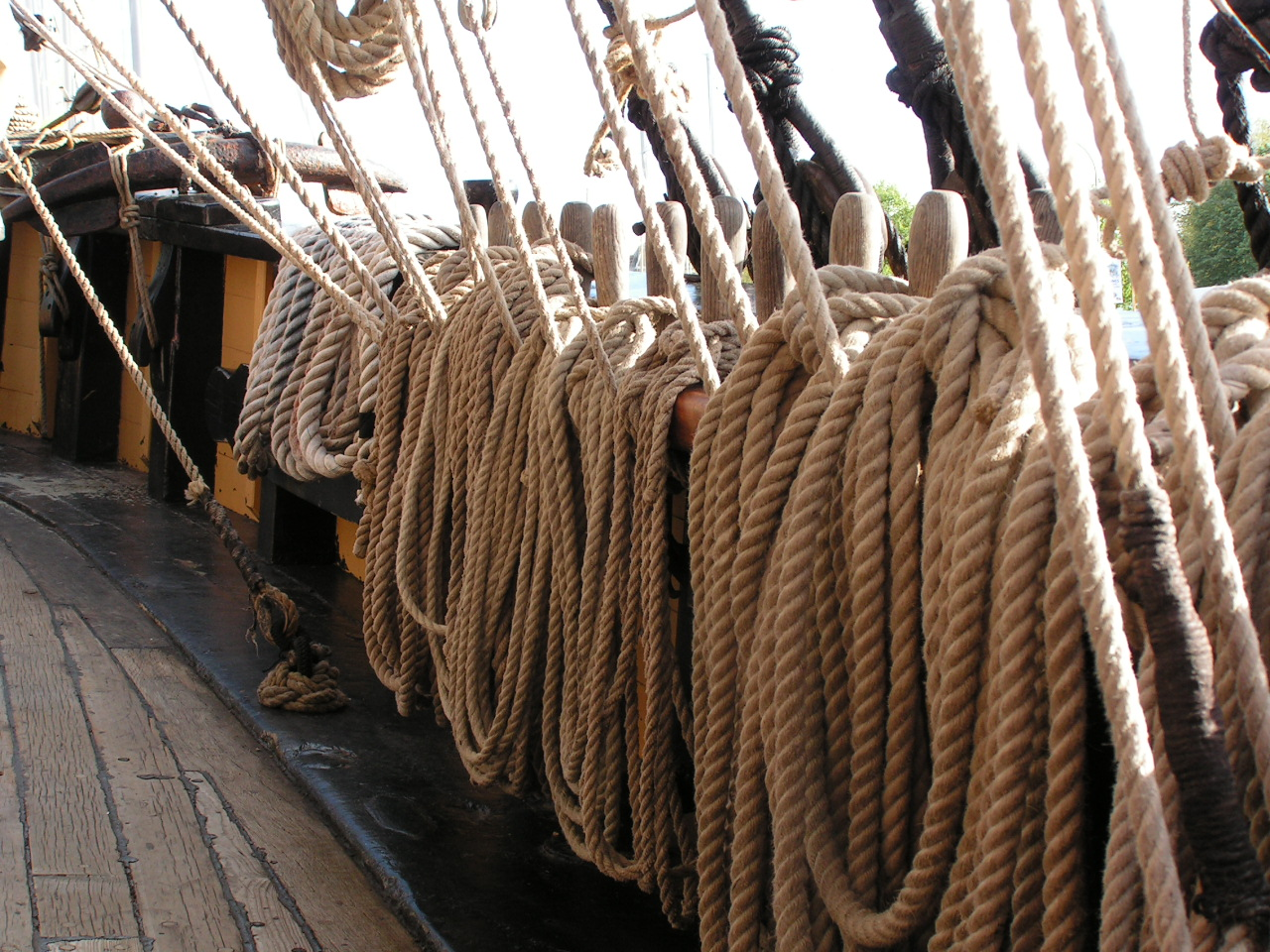
Nagelbank op een groot schip aan het gangboord.

Dwarsgetuigde schepen hebben niet alleen lijnen nodig om de zeilen te hijsen, maar ook meerdere lijnen om de zeilen en de ra's te besturen. Bovendien zullen de zeilen voor langere tijd in dezelfde stand blijven staan omdat er soms dagenlang dezelfde koers wordt gevaren. Daarom vinden we uitgebreide nagelbanken aan de voet van iedere mast, maar ook nagelbanken aan de gangboorden en railingen. Daar zit voor een bepaald scheepstype een systeem in, zodat iedere ervaren matroos of zeeman vrijwel blindelings de juiste lijn weet te vinden.
Een volledig uitgerust dwarsgetuigd schip heeft per zeil wel 10 tot 16 lijnen, zodat voor een 17e-eeuws VOC schip (een fluit bijvoorbeeld) meer dan 150 lijnen uit de masten en via de verstaging naar beneden komen. Ook tegenwoordige, grote zeilschepen, zoals de Krusenstern en de Amerigo Vespucci, hebben vele nagelbanken.

## Het gebruik

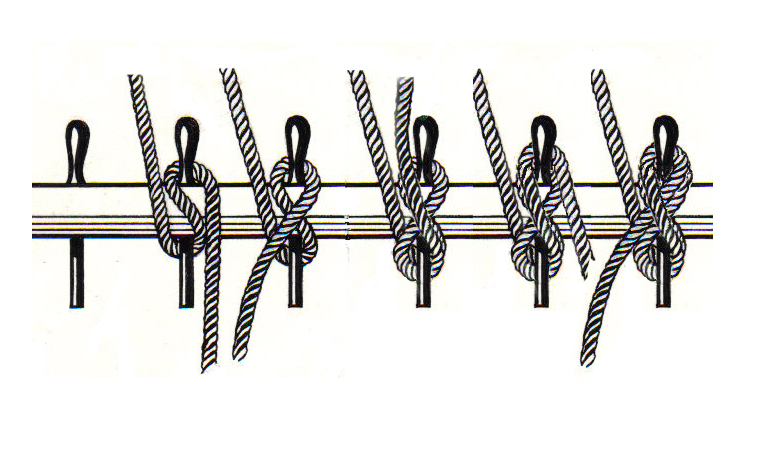
De volgorde van opsteken van een lijn.

Een lijn wordt op een nagel 'belegd' met een standaard 'steek' als volgt: 
Komend van boven vóór de nagelbank langs, van links naar rechts achter de onderkant langs. Vervolgens weer voorlangs, overstekend van rechts naar links en van links naar rechts achter de kop langs. Dan weer voorlangs, kruisend van rechts naar links en weer onder-achterlangs van links naar rechts. Dan voor de derde keer voorlangs kruisend van rechts naar links, eindigend met een enkele steek over de kop, zodat het uiteinde van de lijn van rechts naar links onder zichzelf doorsteekt. 
De rest van de lijn (soms wel 20 meter of meer) wordt op een standaard lengte 'opgeschoten' (in een tros opgewikkeld) en met een doorsteeklus over de kop van de korvijnagel gehangen. Op deze wijze hangen dan vele lijnen op een standaard manier op een vaste plaats aan de nagelbank en is voor ieder bemanningslid duidelijk waar wat zit.

## Veiligheidsaspekten
Het losnemen van een lijn is betrekkelijk simpel en snel te doen en kan ook weer in omgekeerde volgorde, in een andere stand ongedaan worden gemaakt. Is in een noodsituatie een echt snelle actie vereist, dan kan desnoods met enige kracht, geholpen door met één hand aan de bovenzijde wegnemen van de spanning op het touw, met de andere hand de korvijnagel rechtstreeks uit de nagelbank worden getrokken, waardoor de betreffende lijn in één keer los komt.